# Kenelm Lee Guinness
Pour les articles homonymes, voir Guinness (homonymie).

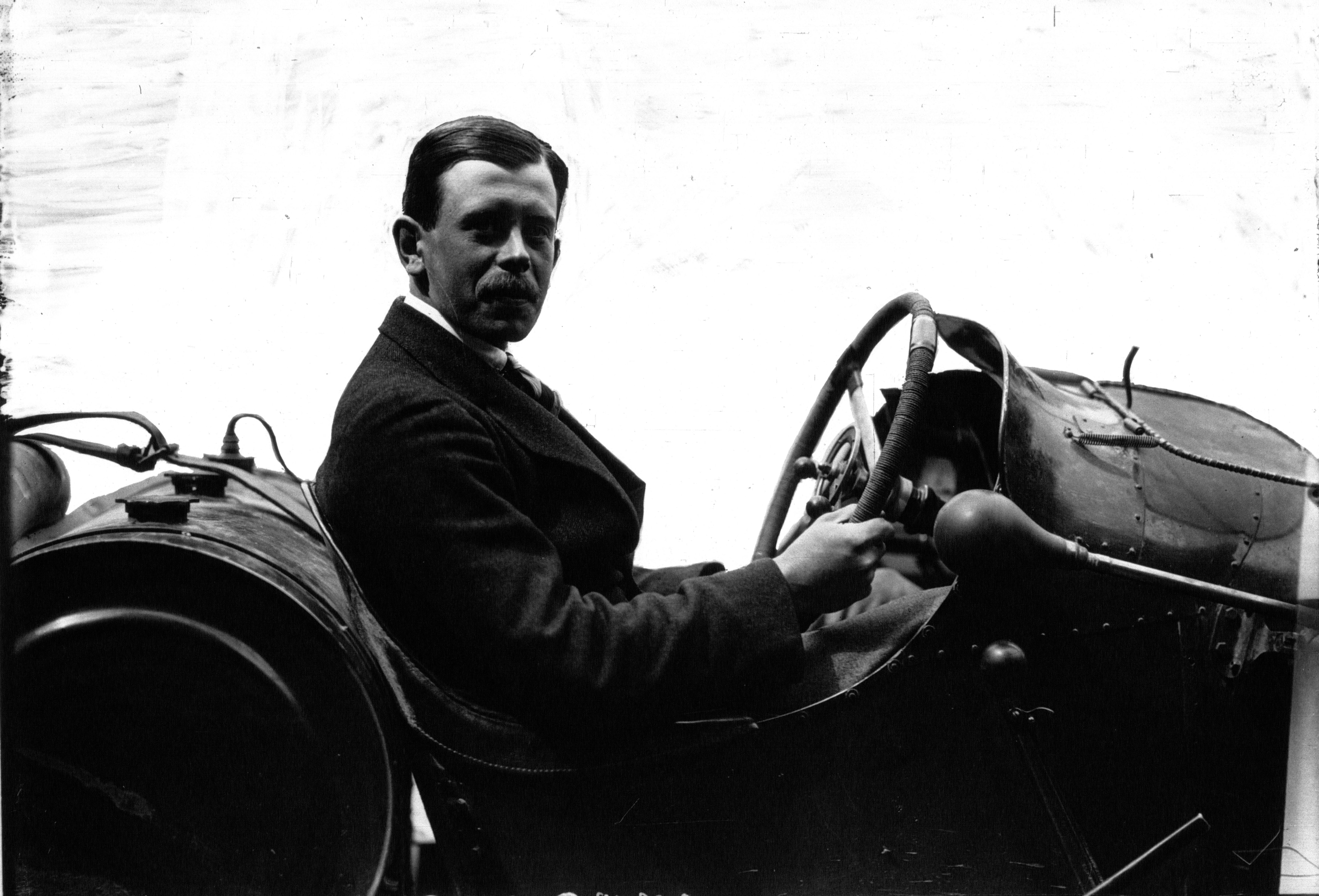
Kenelm Lee Guinness en 1913 au GP de France, à Amiens.

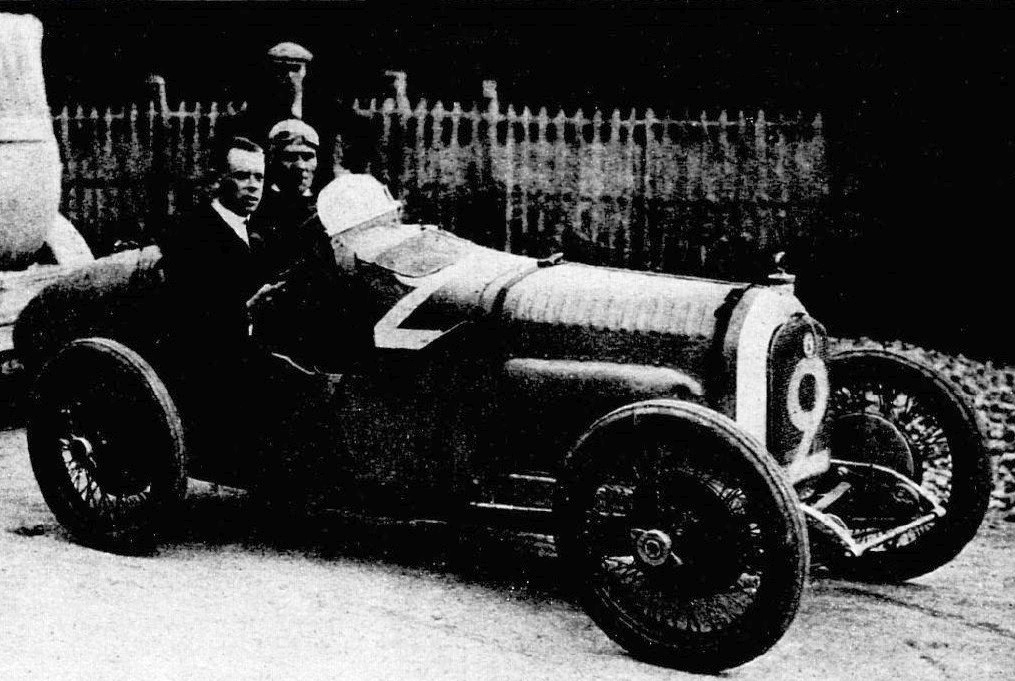
Kenelm Lee Guinness gagnant de la...

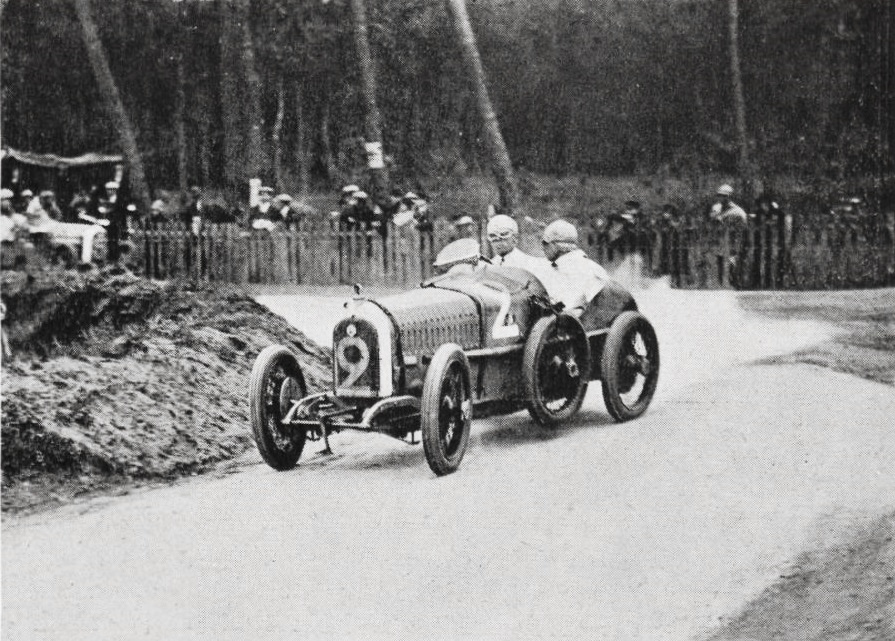
...Coupe des Voiturettes 1922 au Mans, sur Talbot-Darracq 56.

Kenelm Edward « Bill » Lee Guinness, né le 14 août 1887 à Londres et mort le 10 avril 1937 à Londres (dans Kingston Hill), était un pilote automobile britannique des années 1910 et 1920, natif d'Irlande et détenteur d'un record de vitesse terrestre en 1922. Il était l'un des membres de la famille Guinness (petit-fils de Sir Benjamin Lee Guinness, 1st Baronet), et directeur de compagnie. Il vécut à Putney Vale, un quartier londonien.

## Biographie
Il fit des études supérieures à l'université de Cambridge, où il acquit le goût des sports mécaniques en devenant le mécanicien de son frère plus âgé, le futur Sir Algernon Lee Guiness (quant à lui vainqueur du kilomètre lancé d'Ostende en 1906 sur Darracq 200 hp -record européen à la clé-, du kilomètre départ arrêté la même année au meeting de Blackpool -record du monde à la clé-, du kilomètre de Dourdan en 1906, toujours sur Darracq 200 hp 8 cylindres -avec un officieux record du monde de vitesse du kilomètre départ lancé à 180 km/h-, de la Course de côte de Gaillon à une semaine d'écart sur la voiture de 200 hp, et encore du sprint d'Origny-Sainte-Benoite).
Ingénieur automobile, il inventa et fabriqua la bougie d'allumage KLG, avec du mica pour isolant afin d'améliorer les performances des traditionnelles céramiques de porcelaine, et dont le nom a survécu de nos jours.
Sa carrière en compétition automobile s'étala régulièrement entre 1907 (Isle of Man Tourist Trophy sur Darracq, puis Circuit des Ardennes, le Grand Prix de Belgique d'alors) et 1924 (Grand Prix de Saint-Sébastien), disputant ainsi une vingtaine de courses. Pilote officiel Sunbeam (à compter de 1913, avec Henry Segrave), il conduisit également des Talbot, Minerva et Hillman (les trois marques Sunbeam, Talbot et Darracq ayant toujours été étroitement liées, leur ingénieur motoriste commun le Breton Louis Coatalen étant même devenu l'un de ses amis personnels). 
À la fin des années 1900, il s'installa dans un pub désaffecté, le Bald Faced Stag du quartier de Putney à Londres, devenu un atelier de mécanique pour ses futurs exploits (lieu où il débuta également la production de ses bougies KLG, fort demandées durant la Première Guerre mondiale par l'aviation britannique).
En 1919 il vendit à Smith les droits de distribution mondiale KLG, s'offrant ainsi la même année un ancien dragueur de mines, le Samuel Green, reconverti en bateau de pêche appelé l'Ocean Rover. Il le transforma alors en yacht avec toutes les commodités à bord, pouvant également servir de transporteur de véhicules terrestres pour ses compétitions. 
Cependant après un terrible accident en 1924 au Pays Basque espagnol, ne pouvant plus reprendre efficacement le volant, Guinness se retira définitivement du monde des courses en 1926, accompagnant cependant pour une unique fois son ami Segrave à Daytona Beach pour y battre le record de vitesse le 21 mars 1927 sur la Sunbeam 1000 hp Mystery The Slug, équipée de 48 bougies KLG. Entretemps il effectua en 1926 une expédition de chasse au trésor à bord de l'Ocean Rover, avec son autre ami Malcolm Campbell dans les îles Cocos.
Dépressif, souffrant de céphalées et des suites de ses blessures après l'accident du 27 septembre 1924 où Thomas Barrett son mécanicien décéda à Saint-Sébastien, ayant vendu son entreprise de bougies en 1927 puis divorcé en 1936, il mit fin à ses jours par une intoxication volontaire au gaz domestique dans une des chambres de son domicile, proche de l'usine KLG, après avoir eu des bouffées délirantes peu avant en 1937. 
Il est enterré au cimetière de Putney Vale attribué à Wimbledon Common, également à proximité de l'usine. Celle-ci, où il conservait un rôle de consultant, était désormais transférée dans un immeuble Art déco, démoli depuis lors. Elle employa jusqu'à 1 500 personnes à son apogée.

## Principales victoires

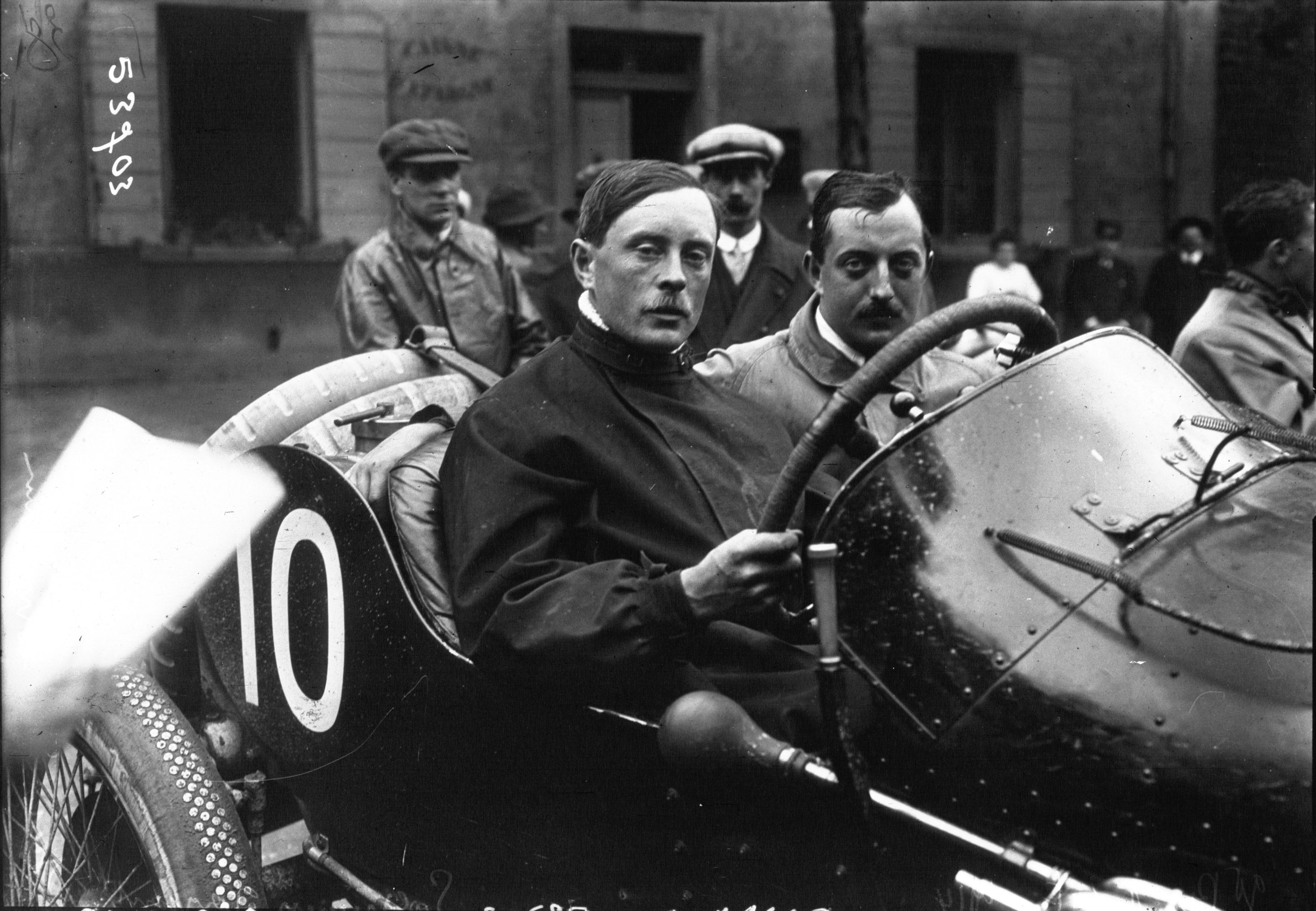
Bill Guiness avant le Grand Prix de France 1914 (abandon sur Sunbeam, après une première apparition en 1913).

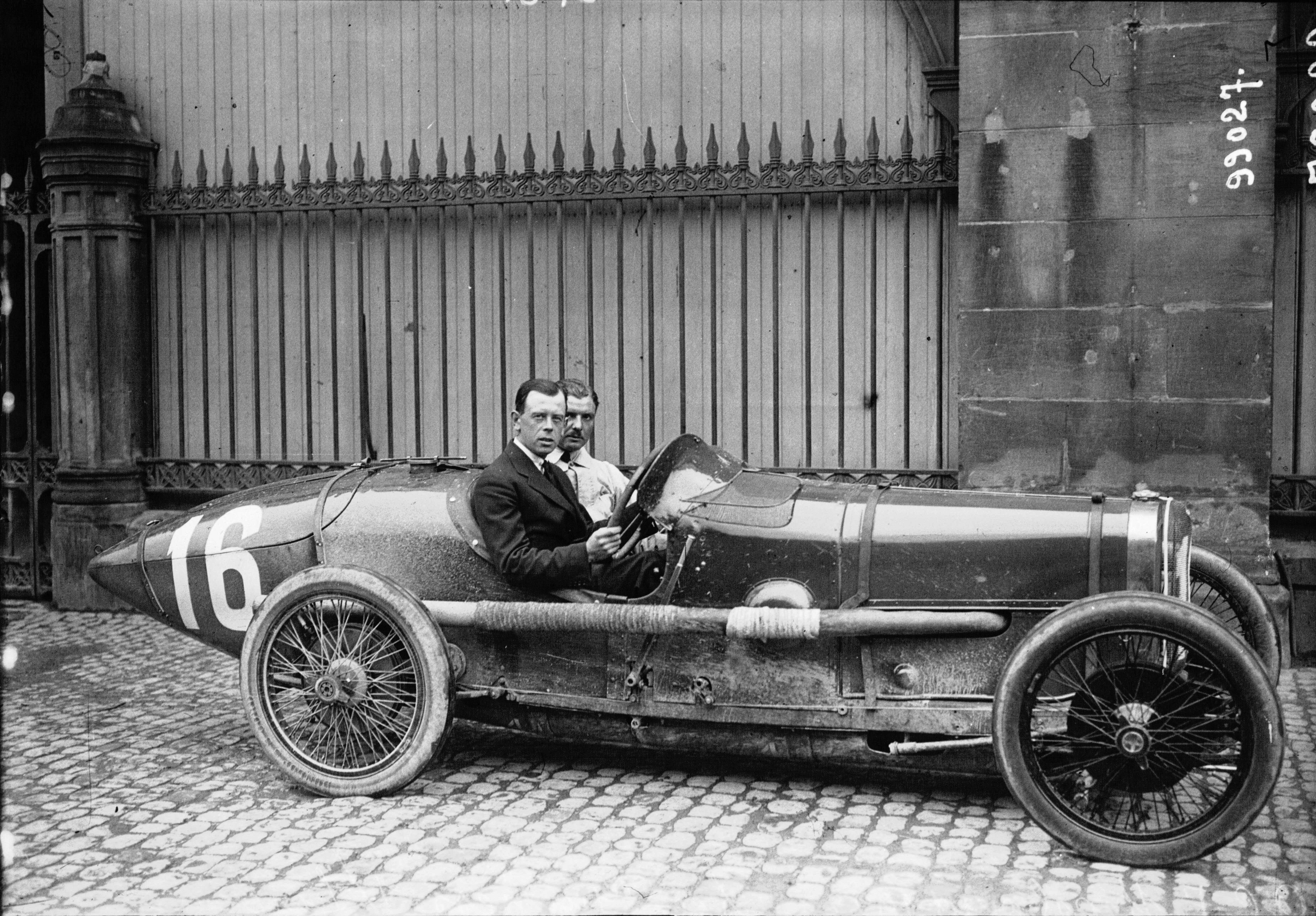
Huit ans plus tard, au Grand Prix de France 1922 (abandon, encore sur Sunbeam).

(6 victoires recensées, dont 5 en Grand Prix -hors championnat-, pour 10 podiums et 4 meilleurs tours en course)
- Isle of Man Tourist Trophy en 1914 (et meilleur tour, sur Sunbeam TT 3.2L.);
- Junior Car Club 200 mile race Voiturette en 1922 (à Brooklands, sur Talbot-Darracq 56);
- Coupe des Voiturettes en 1922 (Le Mans, sur Talbot-Darracq 56);
- Grand Prix automobile de Penya-Rhin en 1922 (sur Talbot-Darracq 56);
- Grand Prix de Suisse des Voiturettes en 1924 (à Genève, sur Talbot 70);
- Junior Car Club 200 mile race Voiturettes en 1924 (sur Talbot 70).

## Records du monde

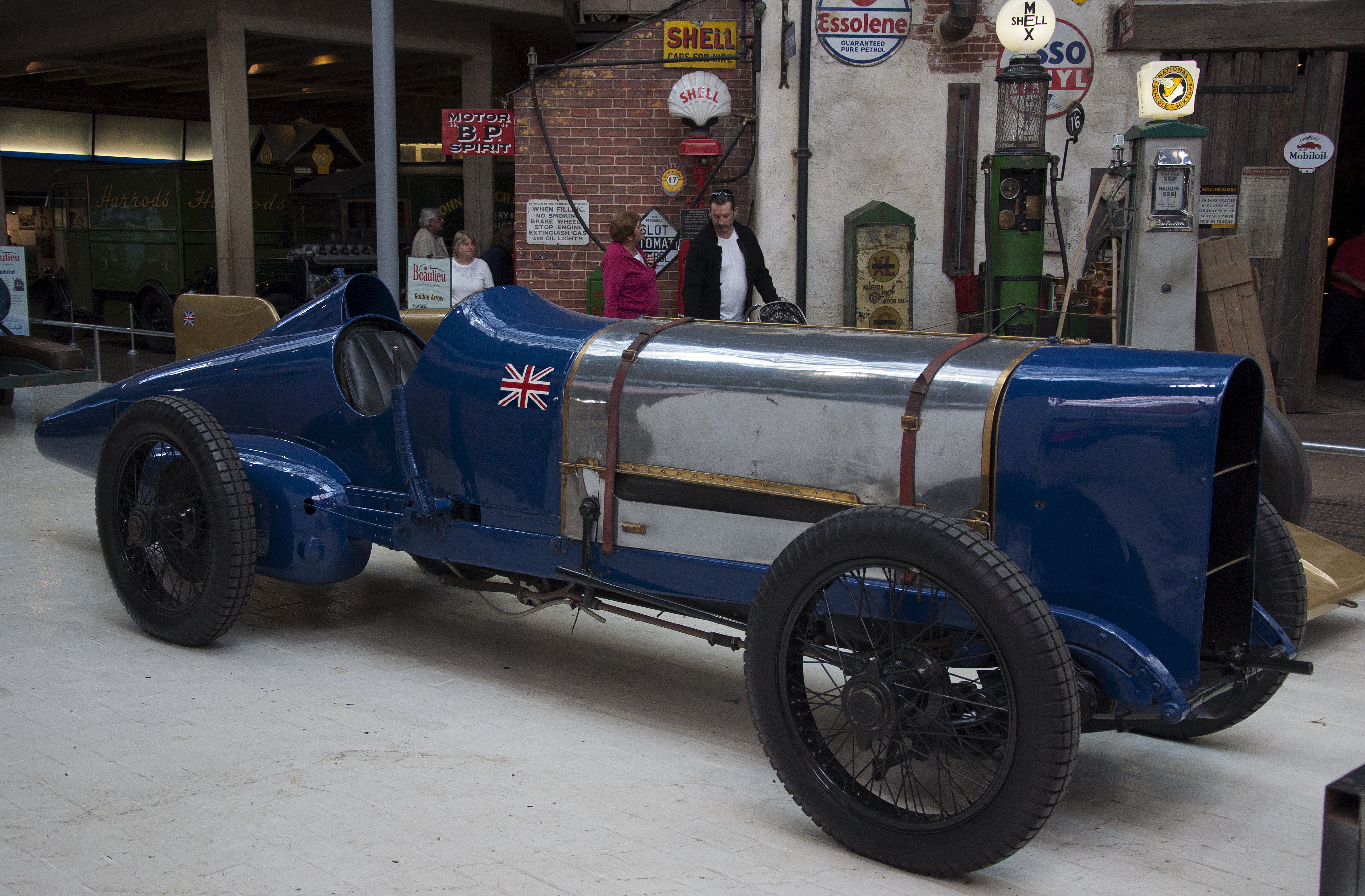
La Sunbeam 350HP conduite par Guiness lors de son record, puis par M. Campbell comme Blue Bird.

Sessions les 17 et 18 mai en 1922 sur le circuit de Brooklands (Angleterre, dernier record de vitesse pure établi sur un circuit automobile), sur Sunbeam 350HP à moteur Manitou V12 de 350Ch (260 kW):
- record du monde de vitesse de 215,17 km/h sur un kilomètre, et temps le plus rapide de 218,95 km/h (établi sur un demi-mile (805 m) en enregistrement officiel);
- records mondiaux du demi-mile, du kilomètre, du mile et des deux miles;
- record du tour du circuit, à 195,6 km/h.

(nb : les records suivants seront effectués sur plage, puis sur lac salé asséché ou en milieu désertique ; la voiture fut vendue à Malcolm Campbell, nommée alors Bluebird et réutilisée pour établir de nouveaux records.)

## Distinction
- Membre de l'ordre de l'Empire britannique (OBE).

## Anecdote
- Il inventa le premier hydro-pulseur pour le traitement des gencives par le massage d'une eau sous pression.